# Pró-convertase
As pró-convertases são um dos sete membros da família das endoproteases, que ativam proteínas por clivagem. A expressão de pró-convertases varia muito, e todas as células expressam mais de um tipo delas.
As pró-convertases agem em vários substratos como: neuropeptídeos, hormônios peptídeos, fatores de crescimento e diferenciação, receptores, enzimas, moléculas de adesão, fatores de coagulação sanguínea, proteínas do plasma, proteínas das cápsulas virais e toxinas bacterianas.
Elas agem clivando o carboxi-terminal de um aminoácido básico dentro de uma seqüência característica: Arg/Lis/His/X/X/Lis/Arg/Arg, onde X pode ser um aminoácido diferente da cisteína.
Outros dois tipos de pró-convertases são encontrados, o SKI-1 (subtilisin kexin isozyme 1) ou S1P (site 1 protease), e NARC-1 (neural apoptosis regulated convertases), que clivam o terminal carboxílico de aminoácidos não básicos.
Numerosos estudos revelaram vários papéis funcionais das pró-convertases em doenças como tumores, diabetes mellitus, infecções e doenças neurodegenerativas como o Alzheimer.